# كفر سنطيس
قرية كفر سنطيس هي إحدى القرى التابعة لمركز دمنهور في محافظة البحيرة في جمهورية مصر العربية. حسب إحصاءات سنة 2006، بلغ إجمالي السكان في كفر سنطيس 5736 نسمة، منهم 2976 رجل و2760 امرأة.